# Jeanne de Bourbon (1338-1378)
Pour les articles homonymes, voir Jeanne de Bourbon.
 (février 2013).
Si vous disposez d'ouvrages ou d'articles de référence ou si vous connaissez des sites web de qualité traitant du thème abordé ici, merci de compléter l'article en donnant les références utiles à sa vérifiabilité et en les liant à la section « Notes et références ».
Jeanne de Bourbon, née le 3 février 1338 à Vincennes, morte le 6 février 1378 à Paris, fut reine de France, épouse de Charles V. Elle était fille de Pierre Ier, duc de Bourbon, et d'Isabelle de Valois.

## Biographie
Fille du duc Pierre Ier de Bourbon et d'Isabelle de Valois, sœur de Philippe VI, elle naît au château de Vincennes quelques jours après son petit-cousin, le futur roi de France Charles V, qui deviendra son mari. Les deux enfants sont baptisés à l'église de Montreuil le même jour.

### Reine de France
Le 8 avril 1350 à Tain-l'Hermitage, elle épouse le dauphin Charles, petit-fils du roi Philippe VI et fils du roi Jean II. En 1364, à la mort de ce dernier, il lui succède sous le nom de Charles V et Jeanne devient reine de France.
Après son sacre, le 19 mai 1364, le roi se rapproche de son épouse et le couple devient alors très uni. Charles V demande très souvent l’avis de son épouse, aussi bien en politique qu’en matière de lettres et d’art.
En 1375, elle est atteinte d’un accès d’« aliénation mentale », qui dure plusieurs mois : « Elle perdit son bon sens et son bon mémoire. »

### Décès

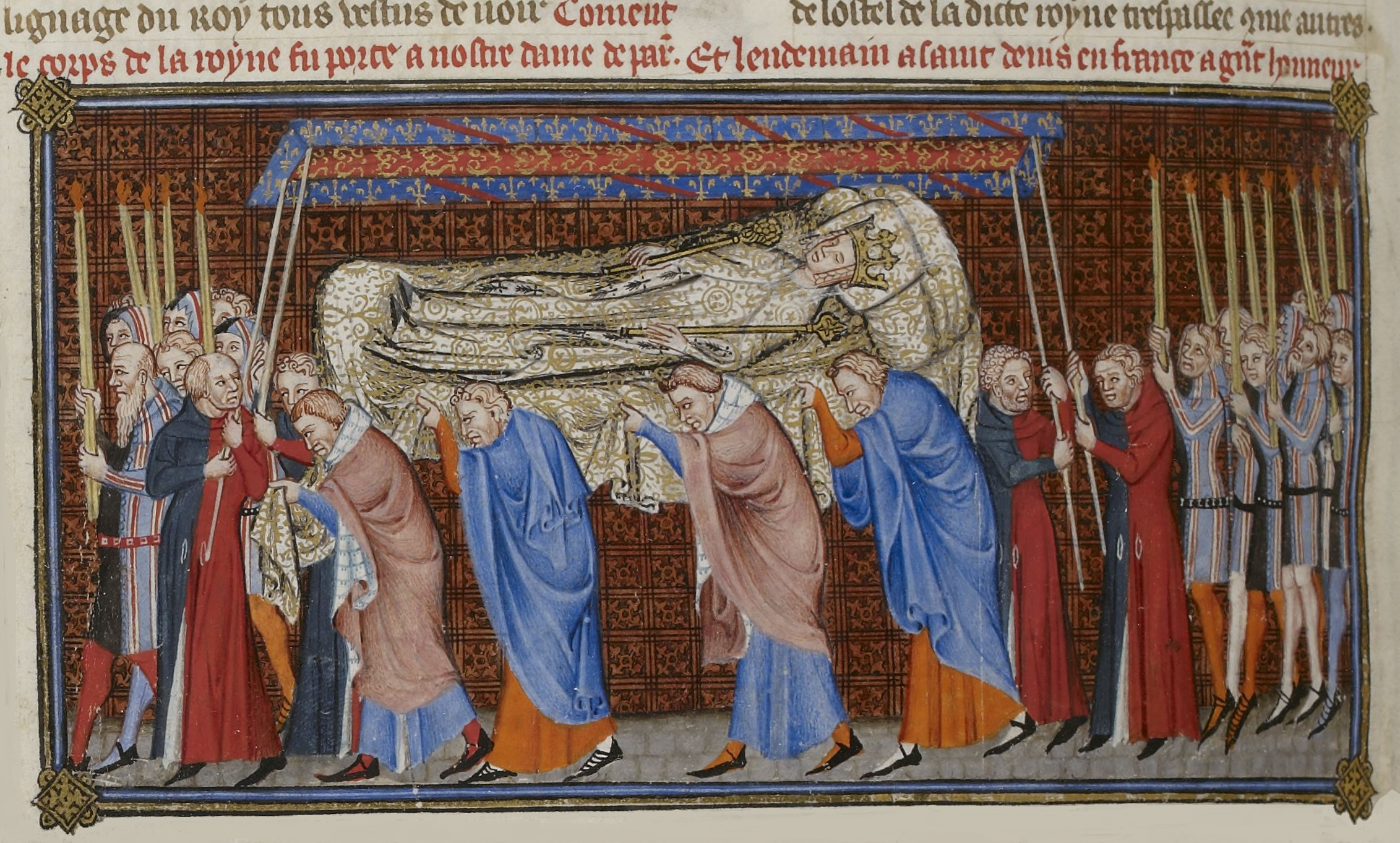
Funérailles de Jeanne.

Jeanne de Bourbon meurt à la naissance de sa fille Catherine. Le chroniqueur Froissart dit de cet événement : «La reine étant enceinte, les médecins lui avaient interdit le bain comme contraire et périlleux. Malgré leur opposition, elle voulut se baigner et de là conçut le mal de la mort.»
Charles V s'en montre très affligé. «Elle est ma belle lumière et le soleil de mon royaume» dit-il. Christine de Pisan écrit du deuil royal : «Le roi fut très dolent du trépas de la reine ; malgré sa grande vertu de constance, cette séparation lui causa si grande douleur et dura si longtemps que jamais on ne lui vit pareil deuil : car moult s’aimaient de grande amour.» 
Son corps fut enterré dans la basilique de Saint-Denis, son cœur dans l'église des Cordeliers de Paris et ses entrailles au couvent des Célestins.

## Descendance
De son union avec le roi Charles V sont issus huit enfants :
- Jeanne (1357-1360), morte en l'abbaye de Saint-Antoine-des-Champs, et inhumée en l'église abbatiale, dans le même tombeau que sa sœur cadette, Bonne de France, décédée quelques jours après ;
- Bonne (1360-1360), inhumée en l'église abbatiale de Saint-Antoine-des-Champs, dans le même tombeau que sa sœur aînée, Jeanne de France. La tête de son gisant, seul vestige du tombeau, est conservé au musée Mayer van den Bergh d’Anvers [3] ;
- Jeanne (1366) ;
- Charles (1368-1422), roi de France sous le nom de Charles VI à la mort de son père en 1380 ;
- Marie (1370-1377), accordée par traité en 1373[4] et par contrat de mariage ratifié en 1375[5] avec Guillaume d'Ostrevant (futur Guillaume II duc de Bavière-Straubing, alias Guillaume IV comte de Hainaut) ;
- Louis (1372-1407), d'abord duc de Touraine en 1386 puis qui reçoit en 1392 le duché d'Orléans en apanage sous le nom de Louis Ier ;
- Isabelle (1373-1378) ;
- Catherine (1378-1388) qui devient comtesse de Montpensier en 1386 à la suite de son mariage (non consommé) avec son cousin germain Jean de Berry, comte de Montpensier, fils et héritier de Jean, duc de Berry.

## Galerie

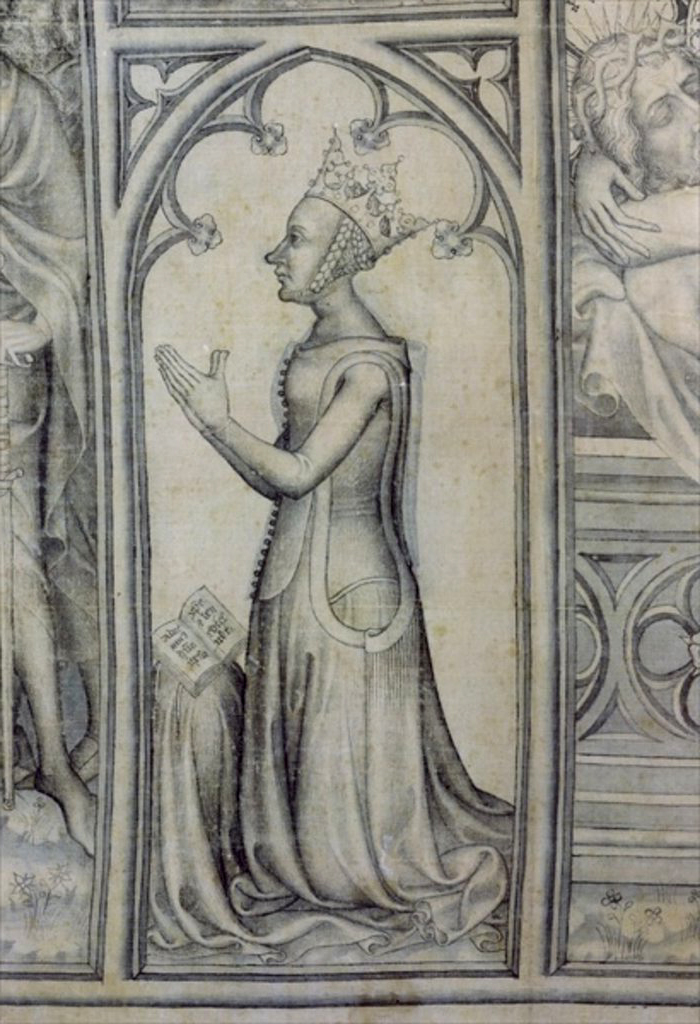
Parement de Narbonne, 1370.
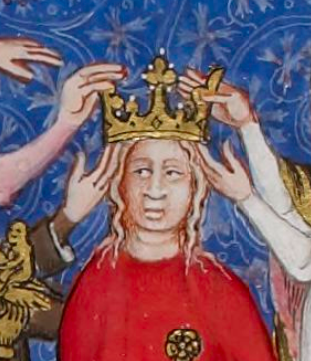
Couronnement de la reine Jeanne de Bourbon, épouse du roi Charles V de France. Détail d'une enluminure des Grandes Chroniques de France, 1375-1380.
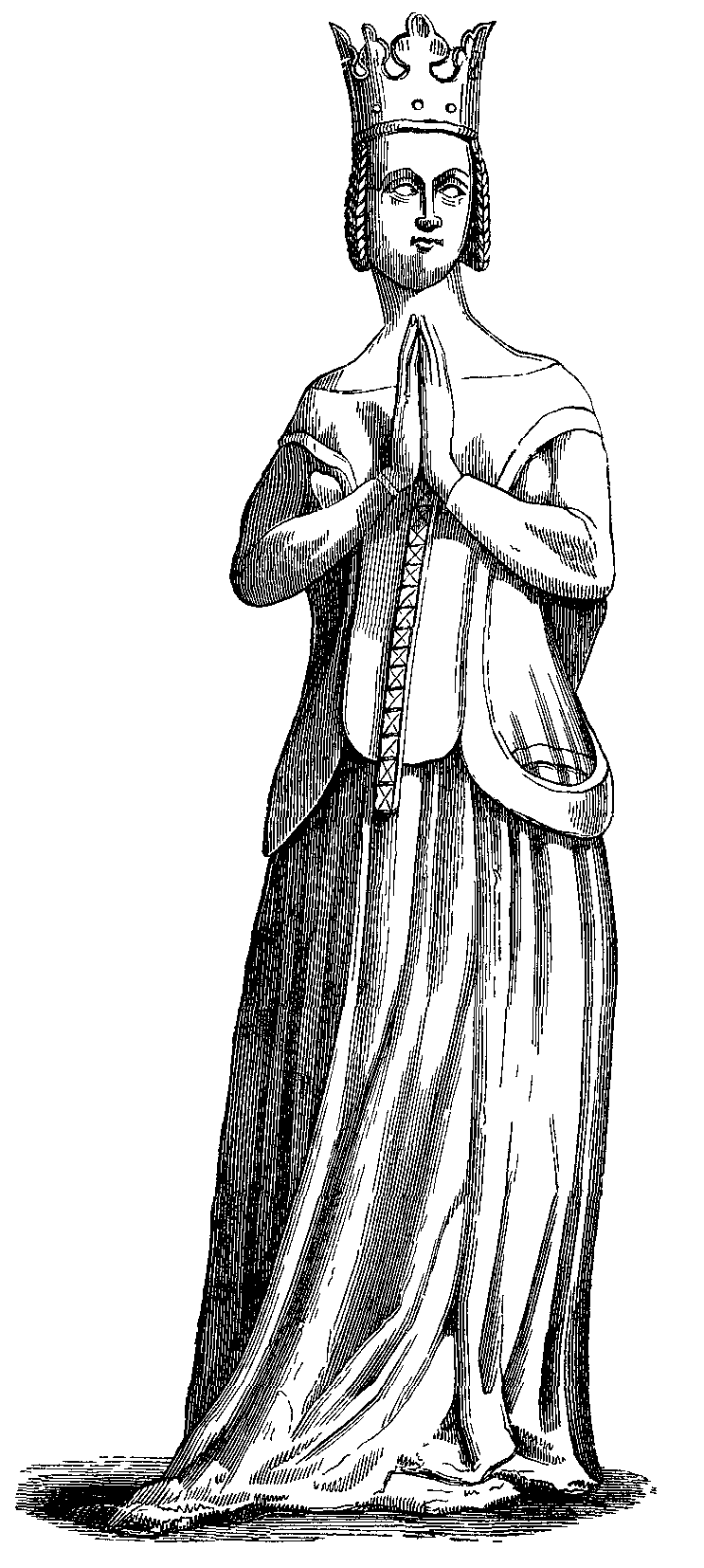
Gravure d'après une statue anciennement en l'église des Célestins à Paris.